# Dendrocnide torricellensis
Dendrocnide torricellensis är en nässelväxtart som först beskrevs av Carl Karl Adolf Georg Lauterbach, och fick sitt nu gällande namn av Chew. Dendrocnide torricellensis ingår i släktet Dendrocnide och familjen nässelväxter. Inga underarter finns listade i Catalogue of Life.